# NGC 2147
NGC 2147 (другое обозначение — ESO 57-SC54) — рассеянное скопление в созвездии Золотой Рыбы, расположенное в Большом Магеллановом Облаке. Открыто Джеймсом Данлопом в 1826 году. Возраст скопления составляет около 20 миллионов лет, металличность — около 1,6 % от солнечной.
Скопление относится к протяжённому комплексу областей H II — DEM 268, который является «расширением» 30 Золотой Рыбы, а его возраст оценивается в 36 миллионов лет. При этом возраст самого скопления меньше — 21 миллион лет и оно находится на самой внешней границе DEM 268. Другое скопление, SL 785, находится в той же области и имеет возраст менее 10 миллионов лет, так что, вероятно, что эти два скопления сформировались в результате неустойчивости в веществе DEM 268 и имеют сходное собственное движение.